# Polkitasta mišica
Polkitasta mišica (latinsko musculus semitendinosus) je dolga mišica na zadnji strani stegna. Skupaj z dolgo glavo dvoglave stegenske mišice izvira iz sednične grčavine. Pripenja se na medialni golenični kondil. Skupaj z krojaško in sloko mišico tvorijo pes anserinus. Pod njo se nahaja bursa anserina.
Polkitasta mišica izteza in pomožno odmika kolčni sklep, krči kolenski sklep, notranje rotira golen. Pri iztegnjenem kolenskem sklepu rotira kolčni sklep in spodnji ud navznoter.
Oživčuje jo živec tibialis (L5, S1 in S2).